# Geoff Diehl
Geoffrey G. Diehl (23 d'abril de 1969) és un polític republicà que representa el 7è districte de Plymouth (Abington, Whitman i East Bridgewater) a la Cambra de Representants de Massachusetts. És membre de la Comissió Conjunta d'Habitatge, la Comissió de la Cambra d'Escalfament Global i Canvi Climàtic i la Comissió de la Cambra de Tecnologia i Afers Intergovernamentals. El representant Diehl també és membre del Caucus de la Biblioteca de la Cambra i del Caucus d'Escola Regional. El 2 de novembre de 2010 va vèncer el titular Allen McCarthy i va prendre possessió el 5 de gener de 2011. Va ser el copresident de la campanya de Donald Trump a Massachusetts durant les eleccions presidencials de 2016.
El 6 de novembre de 2018, Diehl va perdre les eleccions a senador dels Estats Units per Massachusetts contra la titular demòcrata, Elizabeth Warren.